# Hans Bjerregaard
 Der er for få eller ingen kildehenvisninger i denne artikel, hvilket er et problem. Du kan hjælpe ved at angive troværdige kilder til de påstande, som fremføres i artiklen.

Hans Bjerregaard (22. februar 1766 – 12. januar 1860) var en dansk præst, søn af Hans Jensen Bjerregaard.
Bjerregaard var i henved 60 år sognepræst i Hjermind, Lee og Hjorthede i Viborg Stift. Han virkede med stor iver og kraft for landalmuens oplysning. I sine egne sogne fik han opført skoler, til dels på egen bekostning, og indførte et planmæssigt skolevæsen. Han interesserede sig levende for hedeplantningssagen, var en af banebryderne for denne og virkede dels ved sit eksempel, idet han plantede på præstegårdens jorder, dels ved småskrifter, som han ofte uddelte gratis blandt bønderne. For landbruget i almindelighed virkede han på lignende måde og udgav blandt andet Kortfattet Anvisning til det forbedrede Jordbrug (1833). Bjerregaard, der i 1828 blev udnævnt til konsistorialråd, betragtes med rette som en af banebryderne for Hedeselskabet.